# Harryplax severus
Genre
Espèce
Harryplax severus, unique représentant du genre Harryplax, est une espèce de crabes de la famille des Christmaplacidae; découvert par Harry Conley dans les années 2000, dans l'Océan Pacifique au large de la côte de Guam. 

## Distribution
Cette espèce est endémique de Guam.

## Description
La femelle holotype mesure 5,6 mm sur 7,9 mm et le mâle paratype 3,9 mm sur 5,4 mm.

## Étymologie
Ce genre est nommé en l'honneur de Harry T. Conley.
Cette espèce est nommée en référence au personnage Severus Rogue de la série Harry Potter.

## Publication originale
- Mendoza & Ng, 2017 : Harryplax severus, a new genus and species of an unusual coral rubble-inhabiting crab from Guam (Crustacea, Brachyura, Christmaplacidae). ZooKeys, no 647, p. 23–35 (texte intégral).